# Louis Delgrès
Louis Delgrès, né le 2 août 1766, à Saint-Pierre en Martinique, et mort le 28 mai 1802 , à Matouba (commune de Saint-Claude) en Guadeloupe, est une personnalité de l'histoire de la Guadeloupe. Commandant de la Basse-Terre, abolitionniste, il est connu pour la proclamation anti-esclavagistes signée de son nom, datée du 10 mai 1802, haut fait de la résistance de la Guadeloupe aux troupes napoléoniennes.

## Biographie
Juridiquement Louis Delgrès est né « libre de couleur ». Il est, selon l'hypothèse  la plus probable, le fils naturel d'Élisabeth Morin (dite Guiby), métisse, et de Louis Delgrès, créole blanc de Saint-Pierre (Martinique), d'ascendance bayonnaise, qui fut receveur du Roi et directeur des Domaines du Roi à Tobago. Les Archives nationales possèdent les dossiers de Louis Delgrès père, et de Louis Delgrès fils, chef de bataillon. Ces documents établissent avec une grande certitude la filiation entre les deux hommes.
Louis Delgrès fils vit avec ses parents en Martinique puis à Tobago. Un document de septembre 1799 indique qu'il est un excellent militaire et qu'il sait très bien lire, écrire et calculer. Ces indications révèlent la qualité de son éducation.

### Carrière militaire
Louis Delgrès commence sa carrière militaire le 10 novembre 1783 dans la milice, aux colonies. Il est bientôt nommé sergent, en garnison à la Martinique. Les conséquences des mouvements révolutionnaires dans les colonies américaines, notamment la révolution haïtienne, le pousseront à affirmer ses opinions anti-esclavagistes et abolitionnistes tout en favorisant sa progression dans l'armée régulière.

### Durant la Révolution
Le 8 septembre 1791, le « patriote » Louis Delgrès s'exile à la Dominique après la prise du pouvoir par les royalistes en Martinique. Le 28 octobre 1792, Louis Delgrès participe à l'élection des députés des îles du Vent à la Convention nationale.
En décembre 1792, Louis Delgrès rejoint les rangs des républicains et monte à bord de la frégate la Félicité, navire commandé par Lacrosse. Il est alors élu provisoirement lieutenant par ses concitoyens. Il sert sous les ordres de Rochambeau et est nommé capitaine à titre provisoire. En avril 1794, il est capturé par les Britanniques à la suite de leur débarquement pour la prise de la Guadeloupe, emmené en Grande-Bretagne mais il est rapidement libéré et rejoint la France. 
À Brest, il reçoit son brevet de lieutenant, lors de la formation du bataillon des Antilles le 27 novembre 1794. Le 6 janvier 1795, Louis Delgrès arrive en Guadeloupe, en compagnie des commissaires de la Convention Gaspard Goyrand et Alexandre Lebas. Il quitte la Guadeloupe le 21 mars 1795 pour reconquérir Sainte-Lucie sur les Britanniques. Il se distingue dans cette campagne et est grièvement blessé le 22 avril 1795. Le 19 juin 1795, il hisse le drapeau tricolore au morne Rabot.
Le 25 juin 1795, il est nommé capitaine par Goyrand. Le lendemain, il embarque pour Saint-Vincent, où il combat aux côtés des Garifunas (métis amérindiens caraïbes et noirs). Le 16 juin 1796, il est fait prisonnier et conduit dans les prisons britanniques. Le 21 septembre 1797, il fait l'objet d'un échange de prisonniers : parti de Portchester (dans la baie de Portsmouth), il débarque au Havre.

### Après les prisons anglaises
En janvier 1798, Louis Delgrès est en garnison dans les casernes Martainville à Rouen. Puis, il est envoyé à l'île d'Aix où il retrouve Magloire Pélage. En septembre 1799, il est en congé à Paris. Le 1er octobre 1799, il est nommé chef de bataillon. Destiné à accompagner les agents de la Convention Nicolas-Georges Jeannet-Oudin, Étienne Maynaud de Bizefranc de Lavaux et René Gaston Baco de La Chapelle en Guadeloupe, il refuse cette nouvelle affectation car il lui est dû des arriérés de sa solde. Finalement, Victor Hugues lui fait une avance et il embarque le 16 novembre 1799.
À son arrivée en Guadeloupe le 11 décembre 1799, Louis Delgrès est aide de camp de Baco. En octobre 1801, il est aide de camp du capitaine général Jean-Baptiste Raymond de Lacrosse. Ce dernier le qualifie de sans-culotte, ce qui indique son profond engagement révolutionnaire en cette époque du Consulat. Mais, le 1er novembre 1801, lorsque Lacrosse est emprisonné, il se rallie aux officiers rebelles. Il est nommé commandant de la place de Basse-Terre par le général Magloire Pélage tandis que Lacrosse est chassé hors de Guadeloupe et se réfugie sur l'île voisine de la Dominique.
Le 5 janvier 1802, Louis Delgrès destitue les fonctionnaires blancs accusés de correspondre avec le général Lacrosse. Deux jours plus tard, il devient chef de l'arrondissement de Basse-Terre. Les 15 et 16 février 1802, en collaboration avec le capitaine Massoteau, Louis Delgrès fait arrêter des officiers blancs.

### Proclamation signée Delgrès du 10 mai 1802

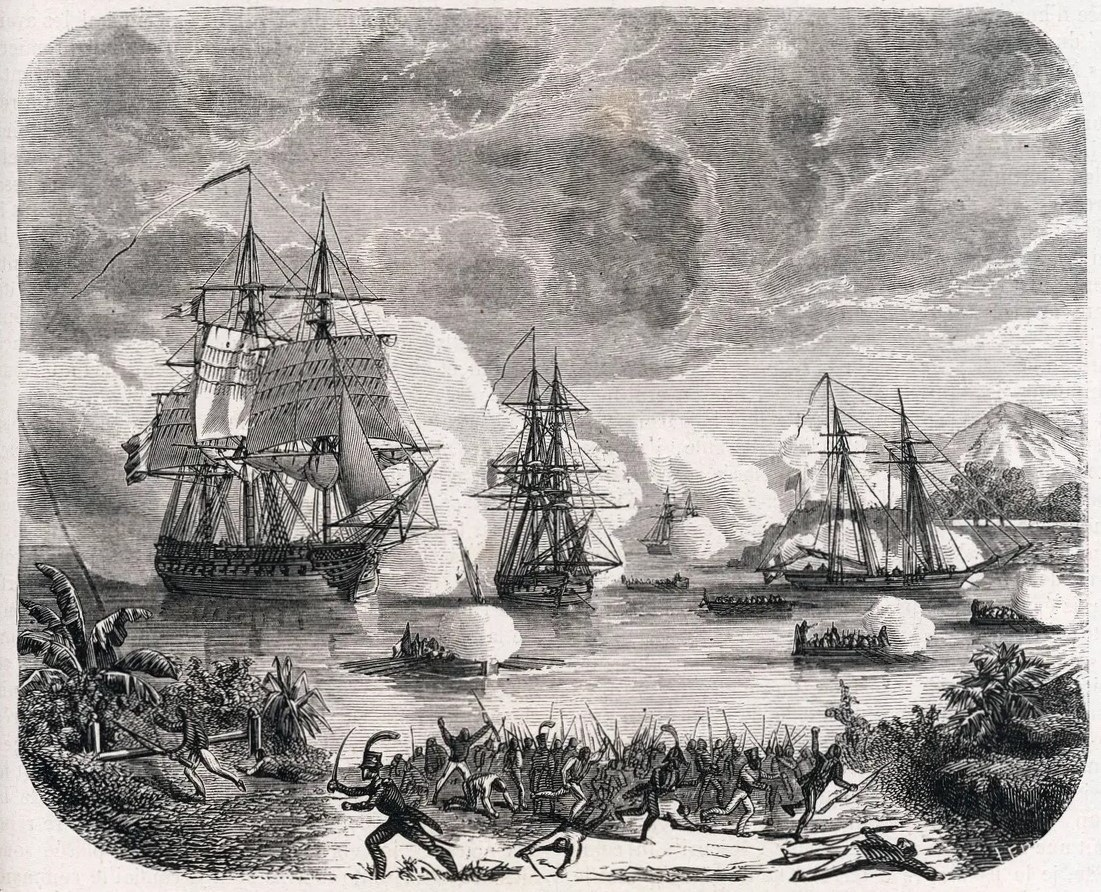
Débarquement des troupes napoléoniennes à Pointe-à-Pitre lors de l'expédition Richepance de 1802 chargée de rétablir l'esclavage sur l'île.

La situation à la Guadeloupe change à partir du 6 mai 1802, avec l'arrivée des troupes consulaires du général Richepance, envoyées par Bonaparte pour rétablir l'esclavage en application de la loi du 20 mai 1802, pour la Martinique et de l'arrêté du 27 messidor an X (16 juillet 1802) pour la Guadeloupe. Les troupes coloniales furent la cible de dures vexations. Les chefs militaires locaux se divisèrent alors en deux camps : si une partie, menée par les chefs de bataillon Louis Delgrès et Joseph Ignace, fit le choix de la rébellion, une autre partie, commandée par le chef de brigade Magloire Pélage, se soumit aux envoyés du gouvernement.

« Si Pélage est libre, c'est pour nous avoir vendus ; voilà pourquoi il n'a point essuyé les traitements odieux qu'on a fait subir à nos frères d'armes, à la Pointe-à-Pitre. On les a désarmés, déshabillés, battus et mis aux fers à bords des frégates. Devaient-ils s'attendre à tant d'outrages... Il faut que Pélage soit bien lâche pour s'être prêté à telles horreurs. »

— Réponse de Delgrès aux envoyés de Pélage.

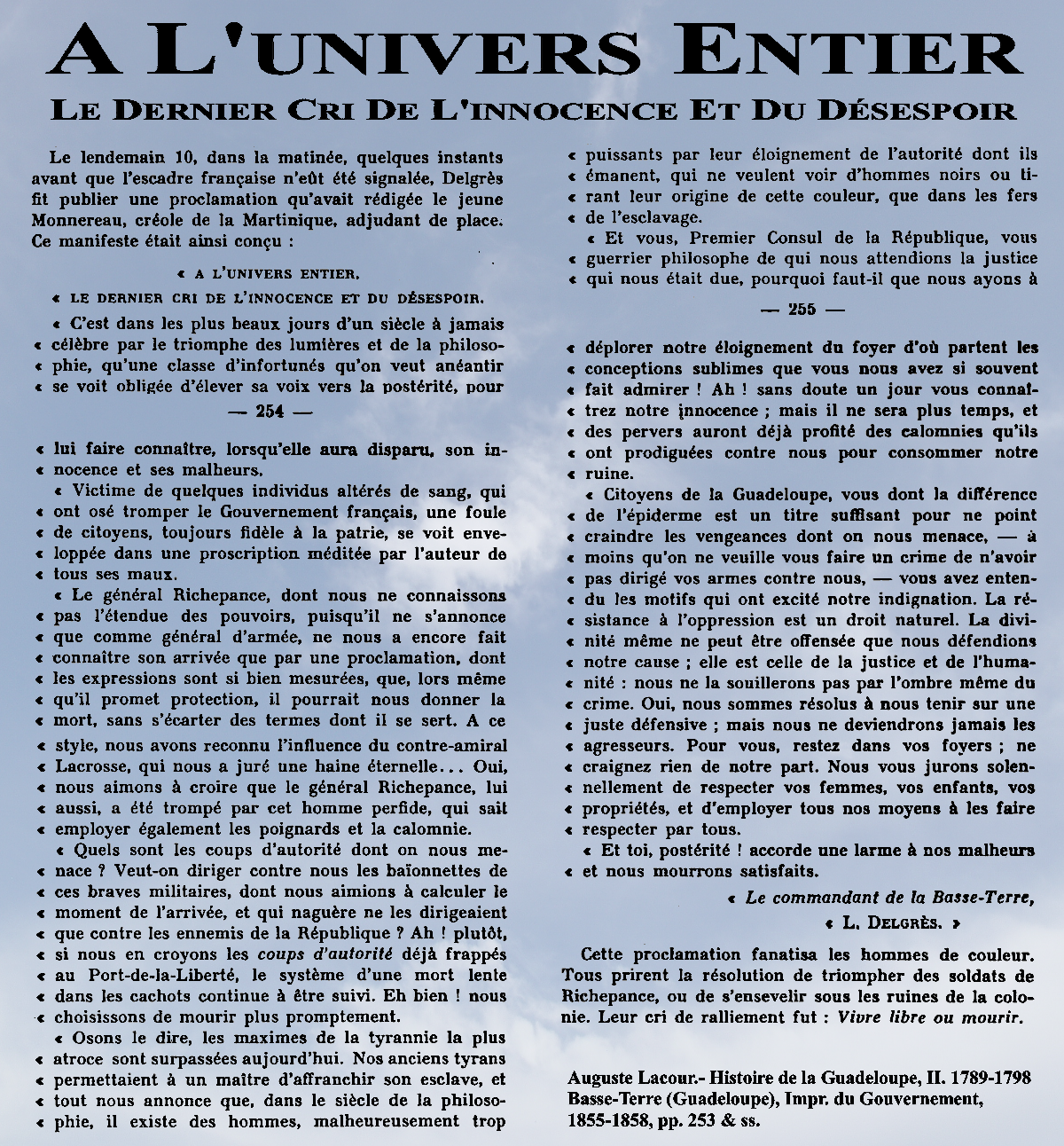
Proclamation du 10 mai 1802.

Le 10 mai 1802, Louis Delgrès devient le chef de la résistance à Basse-Terre, faisant afficher sur les murs la proclamation À l'Univers entier, le dernier cri de l'innocence et du désespoir, : 

« Le lendemain 10, dans la matinée, quelques instants avant que l'escadre française n'eût été signalée, Delgrès fit publier une proclamation qu'avait rédigée le jeune Monnereau, créole de la Martinique, adjudant de place. »

— Auguste Lacour, Histoire de la Guadeloupe, 1858.
Des combats opposèrent ensuite non seulement les soldats métropolitains à ceux antillais, mais aussi entre les coloniaux. Le 20 mai 1802, Delgrès et ses troupes sont obligés de se replier au fort de Basse-Terre qu’ils doivent ensuite abandonner le 22 mai (en s'échappant secrètement par la poterne du Galion à l'arrière du fort) pour se réfugier au pied de la Soufrière à Matouba, vers Saint-Claude.
Le 28 mai 1802, se voyant perdus, Louis Delgrès et ses 300 compagnons se suicident à l'explosif dans leur refuge de l'Habitation Danglemont à Matouba, en vertu de la devise révolutionnaire « Vivre libre ou mourir ».

## Hommages
En 2002, le sacrifice de Matouba a été commémoré par la création d’un timbre à l'effigie de Louis Delgrès, et par la mise en place d’une stèle au fort de Basse-Terre qui porte dorénavant le nom de « fort Delgrès ». On peut lire sa proclamation au Champ d’Arbaud à Basse-Terre.
Plusieurs voies urbaines portent son nom : la rue Louis-Delgrès dans le 20e arrondissement de Paris, ainsi qu'à Vauréal, Basse-Terre, Sainte-Rose, Petit-Canal et Sainte-Anne ; la rue Delgrès aux Abymes, à Pointe-à-Pitre et au Petit-Bourg ; le boulevard Louis Delgrès à Baie-Mahault et à Goyave ; l'allée Louis Delgrès au Gosier. Trois établissements scolaires ont été nommés en son honneur : le lycée professionnel Louis Delgrès au Moule, le collège Louis Delgrès à Saint-Pierre, ainsi que l'école maternelle et primaire Louis Delgrès aux Abymes.

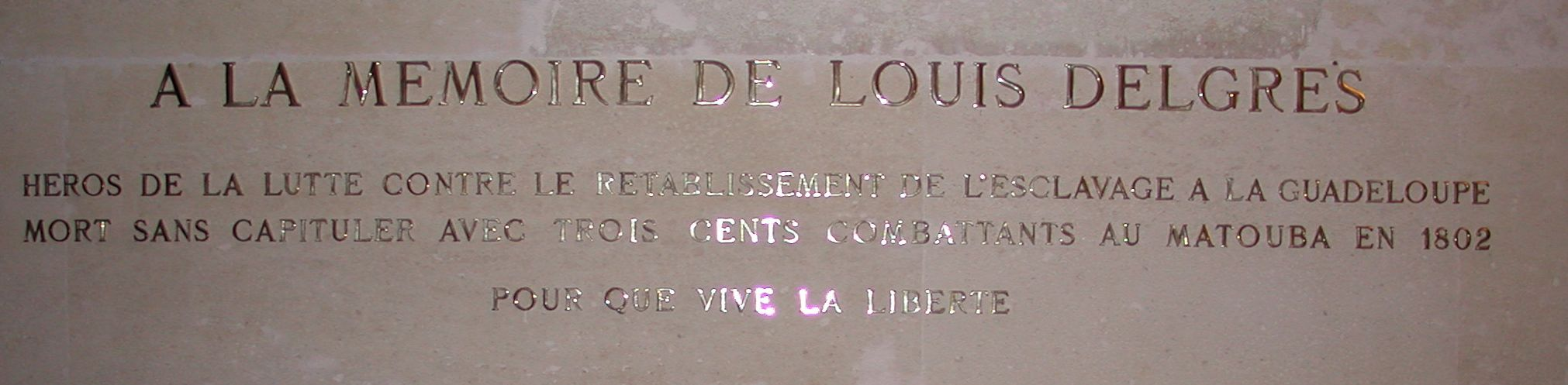
Plaque commémorative au Panthéon de Paris.

Une inscription en sa mémoire a été placée dans la crypte du Panthéon à Paris : 

« Héros de la lutte contre le rétablissement de l'esclavage à la Guadeloupe, mort sans capituler avec trois cents combattants au Matouba en 1802. Pour que vive la liberté. »

En 2008, la région Guadeloupe a commandé 34 bustes en bronze de Louis Delgrès au sculpteur Didier Audrat sur les recommandations de l'historien guadeloupéen René Bélénus, dont 32 sont offerts gracieusement a chacune des communes de l'Archipel. La première inauguration a eu lieu le 28 mai 2008 à Saint-Claude.
Le groupe de blues Delgres a choisi son nom en hommage à Louis Delgrès.